# Friedensthal
Friedensthal ist eine ehemalige deutsche Quäker-Kolonie, die von 1792 bis 1870 im heutigen Bad Pyrmonter Ortsteil Löwensen existierte.

## Geschichte
Friedensthal war die einzige Quäkerkolonie Deutschlands. Begründet wurde die Siedlung von amerikanischen und britischen Quäkern 1792 in der Nähe von Bad Pyrmont. Bis 1800 wurden mehrere Wohnbauten, eine Messerfabrik, eine Leinenfabrik, Mühlen und eine Druckpresse errichtet. Ab 1799 wurde in Pyrmont das Versammlungshaus der Quäker errichtet, das noch heute der Deutschen Jahresversammlung der Quäker als Zentrum und Tagungsstätte dient.

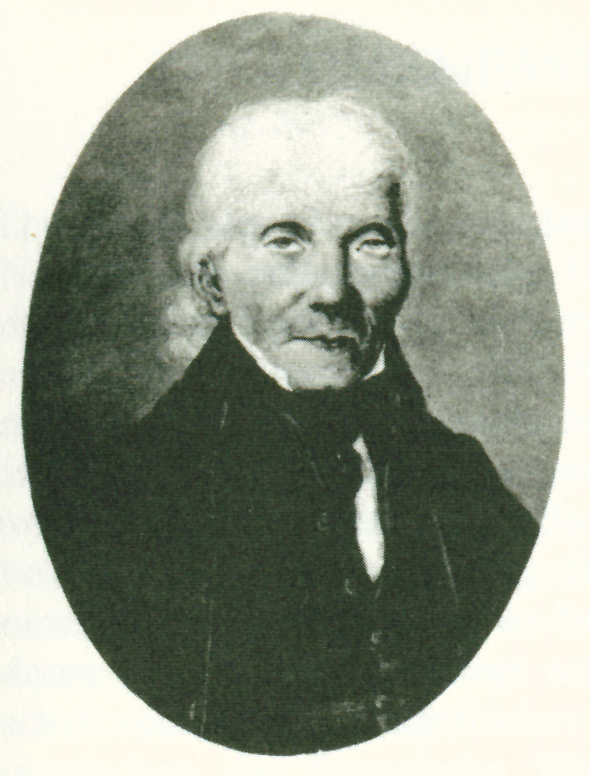
Ludwig Seebohm

Maßgeblich beteiligt am Aufbau dieser utopischen Siedlung war der deutsche Quäker Ludwig Seebohm, der allerdings wegen Unterschlagung von Hilfsgeldern und seines diktatorischen Auftretens um 1806 aus der Quäkergemeinde ausgeschlossen wurde.
Bis zu den Koalitionskriegen blühte die Siedlung auf, bis zu 70 Personen wohnten hier. Theodor Marschhausen lehrte hier an einer eigenen Quäkerschule, Seebohm ließ eine stattliche Anzahl von Quäkerschriften drucken. Niederlassen durften sich in Friedensthal ausschließlich Quäker, doch bedeutende Persönlichkeiten besuchten die Siedlung, darunter Matthias Claudius, die preußische Königin Luise oder Johann Wolfgang von Goethe.
Die deutschen Quäker hatten nur sehr begrenzt Kontakt zum Pyrmonter Gesellschaftsleben. Der Alltag in Friedensthal stand in scharfem Kontrast zu der „äußeren Welt“ der umliegenden westfälischen Städte und Dörfer. Das soziale Verhalten der Quäker war streng normiert, und das religiöse Leben stand in der Tradition des radikalen Pietismus. Die Abkehr von der Sünde, der Stellenwert der Wiedergeburt und des Chiliasmus, die Betonung einer direkten inspirativen und persönlichen Beziehung mit Gott oder der christliche Perfektionismus prägte das Leben der Bewohner. Alkohol, Musizieren und Theaterbesuche waren untersagt. Angehörige der Gemeinschaft durften nur untereinander heiraten, sie verließen die Siedlung selten und wurden auf einem eigenen Quäkerfriedhof neben dem Versammlungshaus bestattet.
Nach den Freiheitskriegen gelang es den Quäkern nicht, die Siedlung weiter auszubauen. Finanziell blieb man von Hilfsgeldern aus Philadelphia oder London abhängig. Die Bewohner wanderten ab, neue Mitglieder konnten nicht gewonnen werden. Letzte Höhepunkte waren die Missionsbesuche der Evangelisten Thomas Shillitoe und Elisabeth Fry 1840/41. Um 1870 haben die letzten Quäker Friedensthal verlassen. Heute gehört Friedensthal zu Löwensen, einem Ortsteil von Bad Pyrmont.

## Persönlichkeiten
- Johann Seebohm (* 30. Dezember 1793 in Friedensthal; † 28. Dezember 1866 ebenda), deutscher Kaufmann und Politiker